# Старокаксинское (сельское поселение)
Старокаксинское — упразднённое муниципальное образование со статусом сельского поселения в составе Можгинского района Удмуртии.
Административный центр — деревня Старые Какси.
Образовано в 2004 году в результате реформы местного самоуправления, предшественник — Старокаксинский сельсовет.
Законом Удмуртской Республики от 8 апреля 2016 года № 20-РЗ, были преобразованы, путём их объединения, муниципальные образования Александровское, Большесибинское, Можгинское, Старокаксинское в новое МО Можгинское с административным центром в селе Можга.

## Географические данные
Находилось на юге района, граничило:
- на севере и северо-востоке с Нышинским, Большесибинским и Александровским сельскими поселениями
- на юге и юго-востоке с Алнашским районом
- на западе с Граховским районом

По территории поселения протекают реки: Вала, Пошурка и Ключ.

## История
До революции территория сельского поселения входила в состав Билярской волости Елабужского уезда, в 1921 Билярская волость в составе Можгинского уезда вошла в состав Вотской АО. В 1924 году в результате административно-территориальной реформы Билярская волость упразднена и её селения отошли в состав Можгинской волости и было образовано несколько сельсоветов, в том числе три — Билярский, Русскосибинский и Старокаксинский. В результате административно-территориальной реформы 1929 года, все три сельсовета вошли в состав Можгинского района. В 1956 году в результате укрупнения все три сельсовета были объединены в один Старокаксинский сельсовет. В 2004 году Старокаксинский сельсовет был преобразован в Старокаксинское сельское поселение.

## Население
| 2008 | 2010 | 2012 | 2013 | 2014 | 2015 | 2016 |
| ---- | ---- | ---- | ---- | ---- | ---- | ---- |
| 761  | ↗819 | ↘800 | ↘788 | ↗789 | ↘769 | ↘742 |

## Населенные пункты
| Название        | Тип населённого пункта          | Население 2008 год | Почтовый индекс | ОКАТО           |
| --------------- | ------------------------------- | ------------------ | --------------- | --------------- |
| Старые Какси    | Деревня, административный центр | 325                | 427773          | 94 235 855 001  |
| Биляр           | Село                            | 15                 | 427773          | 94 235 855 002  |
| Замостные Какси | Деревня                         | 340                | 427773          | 94 235 855 003  |
| Новопольск      | Деревня                         | 3                  | 427773          | 94 235 855 004  |
| Новые Какси     | Деревня                         | 70                 | 427773          | 94 235 855 005  |
| Санниково       | Деревня                         | 8                  | 427773          | 94 235 855 007  |
| Плотниково      | Нежилая деревня                 | Нежилая деревня    | Нежилая деревня | Нежилая деревня |
| Шурил           | Нежилая деревня                 | Нежилая деревня    | Нежилая деревня | Нежилая деревня |